# Homeless (single van Marina Kaye)
Homeless is een nummer van de Franse zangeres Marina Kaye uit 2015. Het is de eerste single van haar gelijknamige debuut-EP.
"Homeless" gaat over de wanhoop die sommige adolescenten voelen, bijvoorbeeld door het gevoel niet begrepen te worden, hun thuis niet meer te herkennen, het verlies van jeugdherinneringen en de angst om dakloos te worden. Het nummer leverde Kaye een enorme hit op in Franstalig Europa. In Frankrijk en Wallonië bereikte het de nummer 1-positie. Het succes waaide ook over naar Vlaanderen, waar het een bescheiden 35e positie behaalde in de Vlaamse Ultratop 50.